# 耳斑緋麗魚
耳斑緋麗魚為輻鰭魚綱鱸形目隆頭魚亞目慈鯛科的其中一種，分布於非洲坦干伊喀湖流域，為特有種，體長可達12公分，棲息在沿岸泥底質水域，屬雜食性，以矽藻及微生物等為食，生活習性不明，可作為觀賞魚。